# Paulo Bernardo
Paulo Guilherme Gonçalves Bernardo (* 24. Januar 2002 in Almada) ist ein portugiesischer Fußballspieler, der bei Celtic Glasgow in der Scottish Premiership unter Vertrag steht.

## Karriere

### Verein
Paulo Bernardo begann seine Karriere im Kindesalter bei Benfica Lissabon. Er durchlief das gesamte Benfica Jugendsystem und unterzeichnete am 26. Februar 2018 seinen ersten Profivertrag bei dem Verein. Mit der U19-Mannschaft spielte er in der Saison 2019/20 in der Youth League und erreichte mit dieser das Finale gegen Real Madrid. Aufgrund einer Gelbsperre verpasste Bernardo das Endspiel, das mit einer 2:3-Niederlage endete. Ab Februar 2020 spielte er für die Reservemannschaft von Benfica in der Segunda Liga, für die er in einem Spiel gegen UD Vilafranquense debütierte.
Nach einer vielversprechenden Saison 2020/21 mit der B-Mannschaft startete Bernardo mit verschiedenen soliden Leistungen auch in die Saison 2021/22. Am 2. November 2021 gab Bernardo sein Debüt in der ersten Mannschaft, als er in der 77. Minute bei einer 2:5-Niederlage in der Champions-League-Gruppenphase gegen den FC Bayern München debütierte. Später in dieser Woche, am 7. November 2021, gab er sein Debüt in der Primeira Liga, als er in der 23. Minute für den verletzten João Mário beim 6:1-Heimsieg gegen Sporting Braga eingewechselt wurde.
Am 31. Januar 2023 wurde Bernardo bis zum Saisonende an den FC Paços de Ferreira ausgeliehen. In der Rückrunde der Spielzeit 2022/23 absolvierte er für den Verein 13 Ligaspiele und erzielte zwei Tore.
Am 1. September 2023 gab der schottische Erstligist Celtic Glasgow die Verpflichtung von Bernardo für eine Saison auf Leihbasis mit Kaufoption bekannt. Zwei Wochen nach seiner Ankunft debütierte Bernado am 16. September 2023 im Celtic Park gegen den FC Dundee. Am 26. Dezember 2023 erzielte Bernardo sein erstes Tor für Celtic bei einem 3:0-Sieg gegen den gleichen Gegner. Vier Tage später traf er ein weiteres Mal gegen den Rivalen Glasgow Rangers im Old Firm als er beim 2:1-Sieg das 1:0-Führungstor erzielte. Im März 2024 gelang ihm gegen Livingston das dritte Ligator in der Saison 2023/24. Mit Celtic gewann er das schottische Double mit dem Meistertitel und dem schottischen Pokal. Am 1. August 2024 kehrte Bernardo mit einem dauerhaften Transfer zu Celtic zurück, nachdem der Verein die Kaufoption getätigt hatte, und unterzeichnete einen Fünfjahresvertrag.

### Nationalmannschaft
Mit der portugiesischen U17-Auswahl nahm Bernardo an der U17-Europameisterschaft 2019 in Irland teil, bestritt vier Spiele und erzielte ein Tor, bis die Mannschaft im Viertelfinale gegen Italien verlor. Am 6. September 2021 bestritt Bernardo sein erstes Länderspiel für die U21 und ersetzte André Almeida in der 73. Minute bei einem 1:0-Sieg gegen Belarus in der EM-Qualifikation. Nach erfolgreicher Qualifikation nahm er mit der Mannschaft an der Hauptrunde der U21-Europameisterschaft 2023 teil und kam dort bis zum Ausscheiden im Viertelfinale gegen England in allen vier Partien zum Einsatz.
Auch an der U-21-Fußball-Europameisterschaft 2025 nahm Paulo Bernardo als Kapitän teil. Das verlorene Viertelfinalspiel am 21. Juni 2025 gegen die Niederlande war sein letztes Spiel für Portugals U21.

## Erfolge
mit Celtic Glasgow:
- Schottischer Meister: 2024, 2025
- Schottischer Pokalsieger: 2024
- Schottischer Ligapokalsieger: 2025